# Guido Pontecorvo
Guido Pontecorvo, bijgenaamd Ponte, (Pisa, 29 november 1907- 25 september 1999) was een Italiaanse geneticus.

## Persoonlijk leven
Pontecorvo werd in 1907 geboren als eerste van de uiteindelijk acht kinderen van Massimo en Maria Pontecorvo. Zij maakten deel uit de Joodse gemeenschap in Pisa, maar beleden het geloof niet. Tot zijn broers en zussen behoorden onder meer Gillo Pontecorvo (de filmregisseur) en Bruno Pontecorvo (de kernfysicus). Op de Universiteit van Pisa haalde Pontecorvo een bul in landbouw, waarna hij van 1931 tot 1938 werkte als Inspecteur Landbouw voor de provincie Toscane.

## Werk
Vanwege de dreiging die Benito Mussolini vormde voor het Joodse volk vluchtte Pontecorvo in 1938, net voor de Tweede Wereldoorlog uitbrak, naar Groot-Brittannië. Daar werkte hij van 1938 tot en met 1940 op het Institute of Animal Genetics van de Universiteit van Edinburgh (Schotland). In 1941 verhuisde Pontecorvo vervolgens naar de faculteit zoölogie van de Universiteit van Glasgow. Daar bleef de Italiaan tot en met 1945, het laatste jaar tegelijkertijd lezingen gevend op zijn oude betrekking in Edinburgh. Binnen dezelfde universiteit ging hij in 1945 werken op het Department of Genetics, waar hij van 1956 tot en met 1968 bovendien als hoogleraar genetica functioneerde. Tevens behoorde hij in die tijd tot de MRC Unit of Cell Genetics (1966-1968). Vanaf 1968 spendeerde Pontecorvo zeven jaar als lid van het onderzoeksteam op het Imperial Cancer Research Fund in Londen. Zijn voormalige collega uit Glasgow, Michael Stoker, stond daar aan het hoofd. Voor het ICRF bleef hij van 1975 tot en met 1980 bovendien beschikbaar als ereadviseur genetica.
Pontecorvo stierf op zijn 91e aan de complicaties van een valpartij toen hij paddenstoelen plukte in de Zwitserse bergen. Van zijn vrouw, de Zwitserse Leonore (Leni) Freyenmuth, had hij in 1986 al afscheid moeten nemen, na een huwelijk van bijna 48 jaar. Zij stierf op 82-jarige leeftijd.

## Eerbetoon
De afdeling genetica van de Universiteit van Glasgow is later tot het Pontecorvogebouw gedoopt. Dat maakt deel uit van het Anderson College. Sinds 2003 wordt daar eens per jaar de Pontecorvo Award uitgereikt aan een veelbelovende student genetica binnen de faculteit.
Pontecorvo werd in 1955 verkozen tot Fellow of the Royal Society. In 1978 kreeg de Italiaan de Darwin Medal.